# Arnersdorf
Arnersdorf ist eine Ortschaft und eine Katastralgemeinde in der Marktgemeinde Hürm in Niederösterreich.

## Geografie
Der Weiler liegt einen Kilometer östlich von Hürm an der Abzweigung nach Oberradl und Strohdorf. Knapp westlich fließt der Hürmbach vorbei. Am 1. Jänner 2024 gab es in Arnersdorf 15 Einwohner.

## Geschichte
Im Jahr 1822 wurde der Ort als Dorf mit sieben Häusern genannt, das nach Hürm eingepfarrt war, wohin auch die Kinder eingeschult wurden. Die Herrschaft Schallaburg besaß die Ortsobrigkeit und übte die Landgerichtsbarkeit aus. Die Konskription besorgte die Herrschaft Sooß. Die Untertanen und Grundholde des Ortes gehörten den Herrschaften Aggsbach, Goldegg, Friedau und Strannersdorf. Im Franziszeischen Kataster von 1821 ist Arnersdorf mit einigen Gehöften beiderseits der Straße verzeichnet. Laut Adressbuch von Österreich waren im Jahr 1938 im Ort einige Landwirte ansässig.